# Sanlúcar la Mayor
Sanlúcar la Mayor es un municipio y localidad española de la provincia de Sevilla, en la comunidad autónoma de Andalucía. Ubicado en la comarca del Aljarafe, tiene una población de 14.027 habitantes. Su clima es mediterráneo. Es cabeza de partido judicial y centro neurálgico del alto Aljarafe.

## Geografía
Situada en latitud: 37° 22′ 59″ N y longitud: 6° 12′ 00″ O, tiene una extensión de 137 km² y limita al sur con Benacazón, al este con Villanueva del Ariscal y con Espartinas, al norte con Olivares, Albaida del Aljarafe, Aznalcóllar y Gerena y al oeste con Castilleja del Campo, Huévar del Aljarafe y Escacena. La localidad está situada a 148 m sobre el nivel del mar (medido en Alicante). Está situado a unos 18 km al oeste de Sevilla capital. 

### Distancia a municipios próximos
- Benacazón: 3,1 km
- Olivares: 5 km
- Albaida del Aljarafe: 6 km
- Umbrete: 6,5 km
- Espartinas: 7,6 km
- Villanueva del Ariscal: 8,1 km
- Castilleja del Campo: 13,8 km
- Aznalcóllar: 19,4 km

## Historia
Siglo XIII
La Historia de Sanlúcar la Mayor tiene sus inicios con la invasión almohade de Sevilla, aunque, igual que en épocas precedentes, se limitó a ciertos núcleos poblacionales de propiedad de la aristocracia. El Anuario Arqueológico de Andalucía casi en todas sus conclusiones finaliza emitiendo dudas sobre sus ancestrales tiempo. Asimismo la nueva Historiografía descarta ipso facto todas las justificaciones de Rodrigo Caro para con la localidad por hallarse destinadas a un halago para el Conde-Duque de Olivares y los fines de ésta para con la zona asignada a su casa.
La vida del campesinado musulmán había de ser tranquila y monótona por estos contornos, cuyos cultivos fundamentales eran la higuera y el olivar, así como la huerta. No hay vestigios de un derecho a la propiedad mediante escritos jurídicos, aunque todo apunta a un derecho hereditario entre la clase alta musulmana y la clase artesanal y campesina.
Aunque el Aljarafe, y es especial aquellos núcleos poblacionales sin protección, como Rianzuela,  ya había sido invadido en tiempos de Alfonso VIII de Castilla con la intención de imponer el impuesto de las “parias” a los reyes taifas musulmanes, no es hasta el Cerco a Sevilla  cuando el Aljarafe comienza a ser punto de interés cristiano. La tarea es encomendada al maestre Pelayo Pérez Correa, de la Orden de Santiago. Localidades como Albaida del Aljarafe serían adheridas por la orden de Santiago en 1246.
Las tropas cristianas usaron el vandalismo como medio de fuerza, tal como lo manifiesta el texto recogido por Julio González, creando así pavor en la población relacionada con  el comercio interno entre alquerías. Aunque la historiografía ha hecho grandes esfuerzos por identificar los lugares de las alquerías, desgraciadamente muchos son hoy imposibles de tener certeza, bien por interés creados, como bien pudo suceder con Sanlúcar la Mayor, bien porque pronto fueron despoblados.
Sanlúcar la Mayor, con su media mezquita,  fue una alquería sometida a la brutalidad bélica de la propiedad para crear terror en los habitantes. El núcleo poblacional musulmán estaba anclado alrededor de la mezquita, estando amurallada. El recinto no superaría las dos hectáreas, usando la zona suroeste una cárcava que hacía imposible su ataque; no así la zona noroeste, donde la defensa había de ser más persistente. Al contar con la mezquita, los musulmanes aludían al núcleo poblacional como “Saluqar”, ya que otras aldeas también eran así aludidas. Por eso hubo una gran síntesis del nombre entre Rafael Valencia y Pedro Barbadillo, llegando a resumirse como nombre árabe que se refiere a un lugar sagrado; sin embargo no quiere decir que al mencionarse “Saluqar” sea la aldea en sí. Por tanto, y siguiendo el texto de Julio González, es posible que la alquería de Corcobina fuese el origen de Sanlúcar la Mayor.
Con la entrega de Sevilla, recogido también por Julio, hay una mención de salvoconducto para con los Jefes musulmanes sevillanos, Axaraf y Ibn Groeb, ofreciéndole sus alquerías aljarafeñas para vivir, siendo éstas  Sanlúcar la Mayor,  San Juan de Aznalfarache y Aznalcázar, pero fueron rechazados dichos salvoconductos.
A partir de entonces, la vida cristiana irá imponiendo en la aldea sus condiciones.
Siglo XIV
El siglo XIV es un siglo lúgubre para Sanlúcar la Mayor. A las crisis sociopolítica de la Corona y sus sucesivos monarcas, la economía sevillana se resiente por ciertos factores como consecuencia de la frenada de la reconquista.
Siglo XV
Siglo XVI
En 1534, en la villa de Sanlúcar vivían 628 personas, constituyendo la más poblada de las que formaban la comarca del Aljarafe. Fue este siglo en la que gozó de gran florecimiento económico y social, consecuencia de su importancia como bastión defensivo frente a las incursiones árabes y posteriormente vía estratégica del camino real hacia Portugal.

## Monumentos

### Iglesia de San Pedro

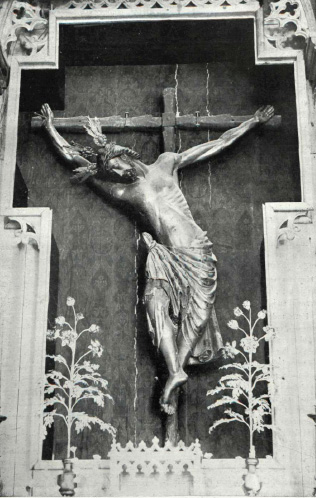
Escultura gótica del Cristo de San Pedro en su antigua ubicación en la iglesia del mismo nombre.

La iglesia se encuentra dentro del recinto amurallado almohade, en la zona de la Cárcaba.  Fue construida aprovechando parte de la antigua mezquita de la que cambiaron la orientación de las puertas principales para adecuarse a la liturgia cristiana.
Su planta está formada por tres naves separadas por pilares que sostienen arcos apuntados. 
La fachada dispone de tres portadas, de ellas la principal es de arco lobulado y las laterales son arcos apuntados. La torre campanario, exenta de la antigua mezquita se encuentra en un extremo de patio o shan, es la diferencia que tiene con el resto de los alminares árabes que hoy se conservan en la provincia siendo única en su estilo.
El presbiterio es más elevado de lo normal debido a que se encuentra sobre una bóveda de cañón por la que se accedía a las calles interiores del recinto amurallado. En interior, existen restos de yeserías mudéjares.
Toda la iconografía que poseía de los siglos XVII y XVIII al igual que las obras de orfebrería están guardadas en la sacristía de la iglesia de Santa María.
Junto a la iglesia y dentro de su recinto estaba situado el antiguo cementerio que fue desmantelado y trasladado cuando se abrió el actual. En la actualidad se ha convertido en un patio en donde se celebran conciertos nocturnos las noches de los veranos.

### Iglesia de San Eustaquio
Iglesia mudéjar situada en el punto más alto del centro histórico de Sanlúcar la Mayor y construida sobre un antiguo templo romano. Tiene tres naves separadas por arcos apuntados. El retablo principal es de estilo barroco (siglo XVIII).
A la izquierda hay un retablo rococó con una imagen de la Virgen de los Remedios y otra del Cristo de la Salud, ambas del siglo XVI.
En la nave lateral derecha recoge las imágenes de la Concepción y San José, esculturas del siglo XVI y en la capilla del Sagrario se encuentra la Virgen de Fuentes Claras (siglo XV).
Posee imágenes, pinturas y retablos de los siglos XVI, XVII, XVIII y XIX.

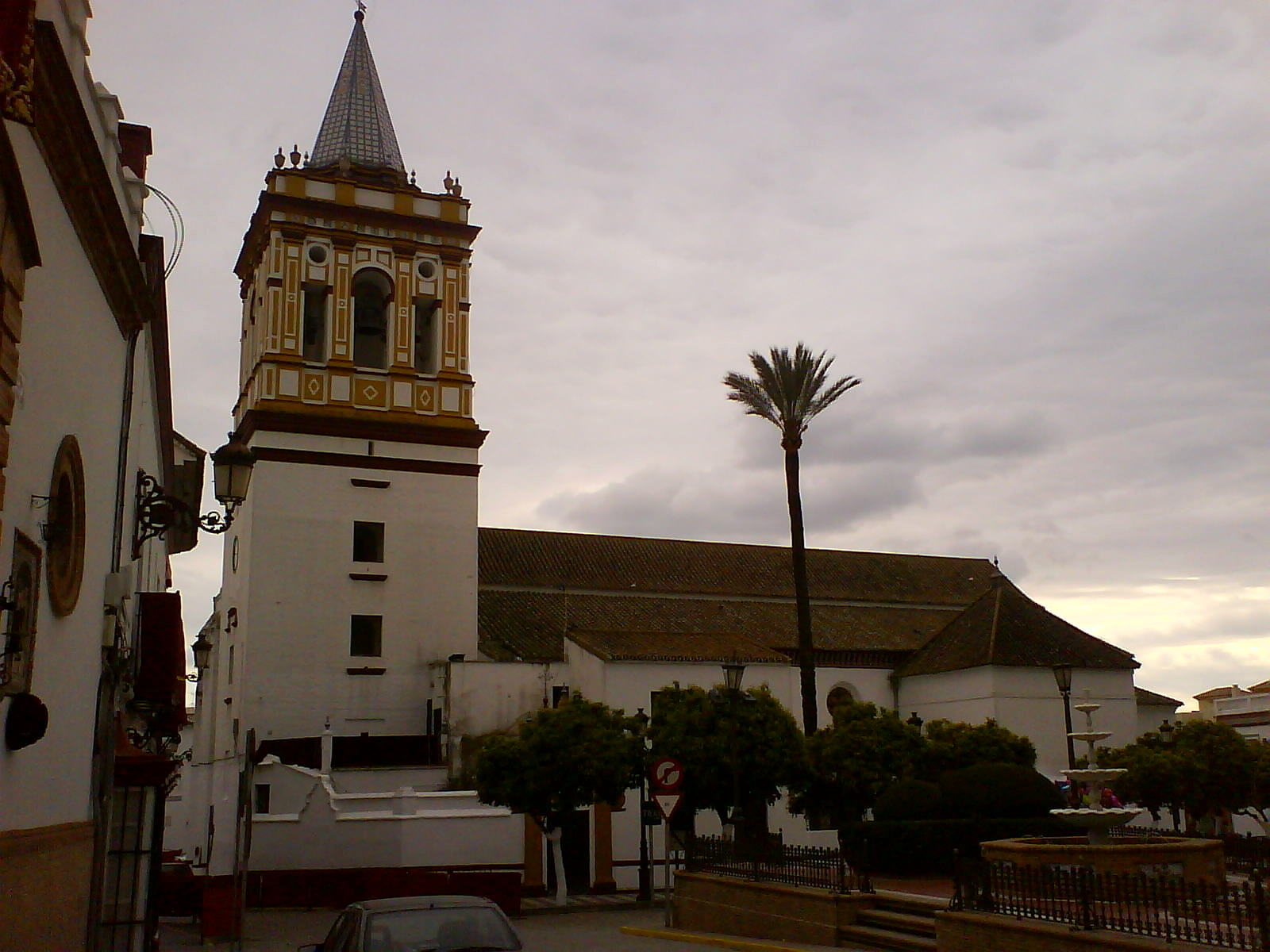
Vista de la iglesia de Santa María, en Sanlúcar la Mayor.

### Iglesia de Santa María
De las tres iglesias en Sanlúcar es la única con culto actualmente, siendo la más importante de las tres.
Construida en el siglo XIII tiene añadidos de los siglos XVI y XVII. La torre fue modificada a finales del siglo XVIII, en 1772, debido al derrumbamiento parcial de la existente por el terremoto de Lisboa sucedido en esa época, añadiéndosele el cuerpo de campanas y el chapitel piramidal. La torre aún conserva su antigua estructura de ascenso por rampas.
La iglesia está construida con tres naves cubiertas por techos de aljarfe y separadas por arcos de herradura que descansan sobre pilares y cuatro columnas pareadas. La iglesia está coronada por una cabecera cubierta de crucería gótica y unida a la nave central mediante un arco.
La nave de la izquierda tiene un retablo que recoge al Crucificado de San Pedro, obra del siglo XIV y con gran valor artístico e histórico.
Tiene en la sacristía una cámara del tesoro de orfebrería con obras de gran valor en distintos estilos y metales.
En el Retablo Mayor, fechado en el siglo XVIII, preside la venerada imagen de Nuestra Señora del Rosario, la cual tiene concedida desde el año 2015 las llaves de plata de esta parroquia.

### Hacienda de Benazuza

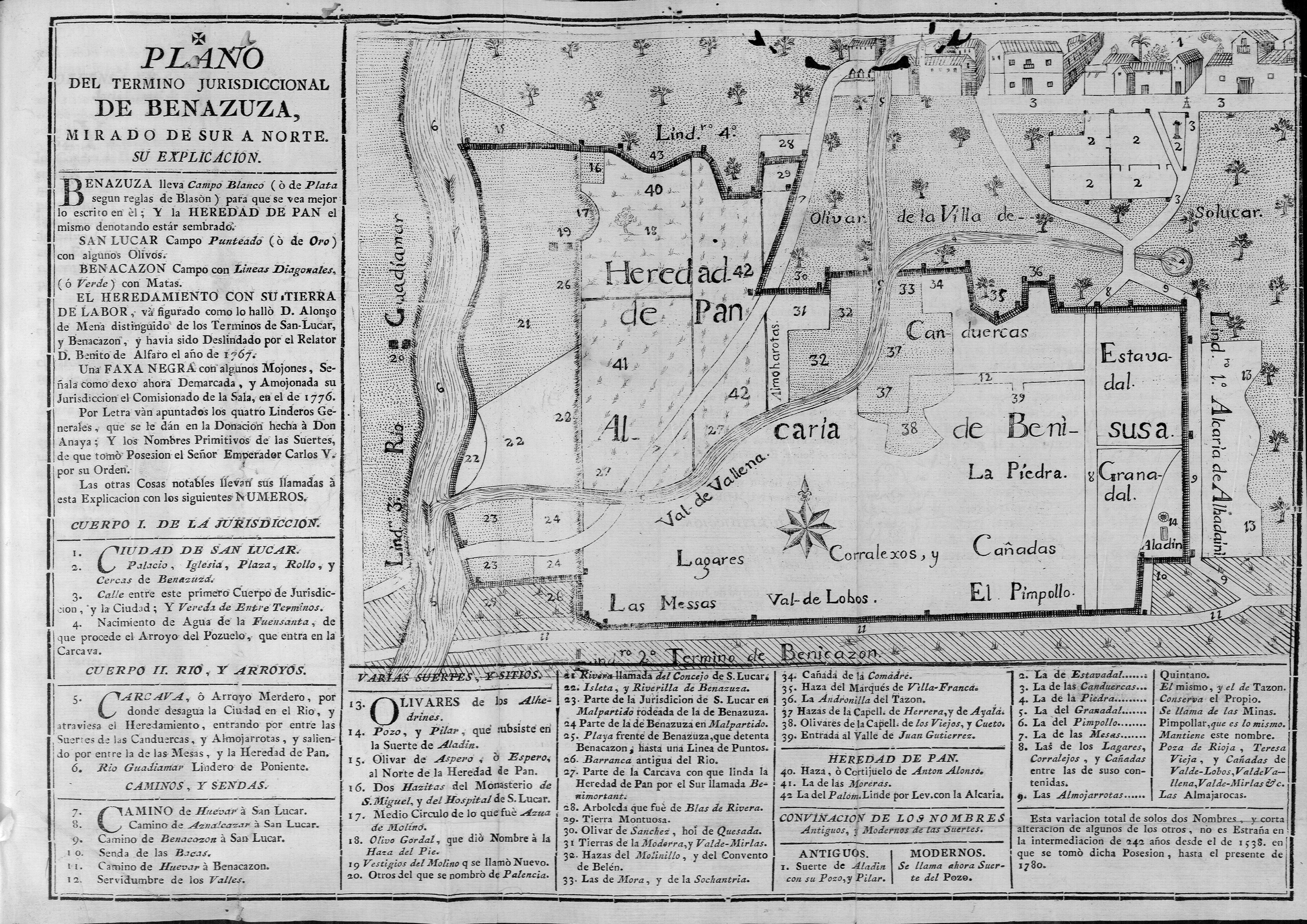
Plano de la Hacienda y su término hacia 1780.

Alquería del siglo X. Construida por los árabes, tras la conquista pasó por manos de diversos nobles castellanos, incluso fue propiedad de la Orden de Santiago. Fue lugar de descanso de Alfonso X el Sabio. Recientemente llegó a albergar un complejo hotelero con la categoría de Cinco Estrellas Gran Lujo que incluía un restaurante de Ferrán Adriá. En la actualidad se encuentra cerrada al público.

### La Cilla del Cabildo

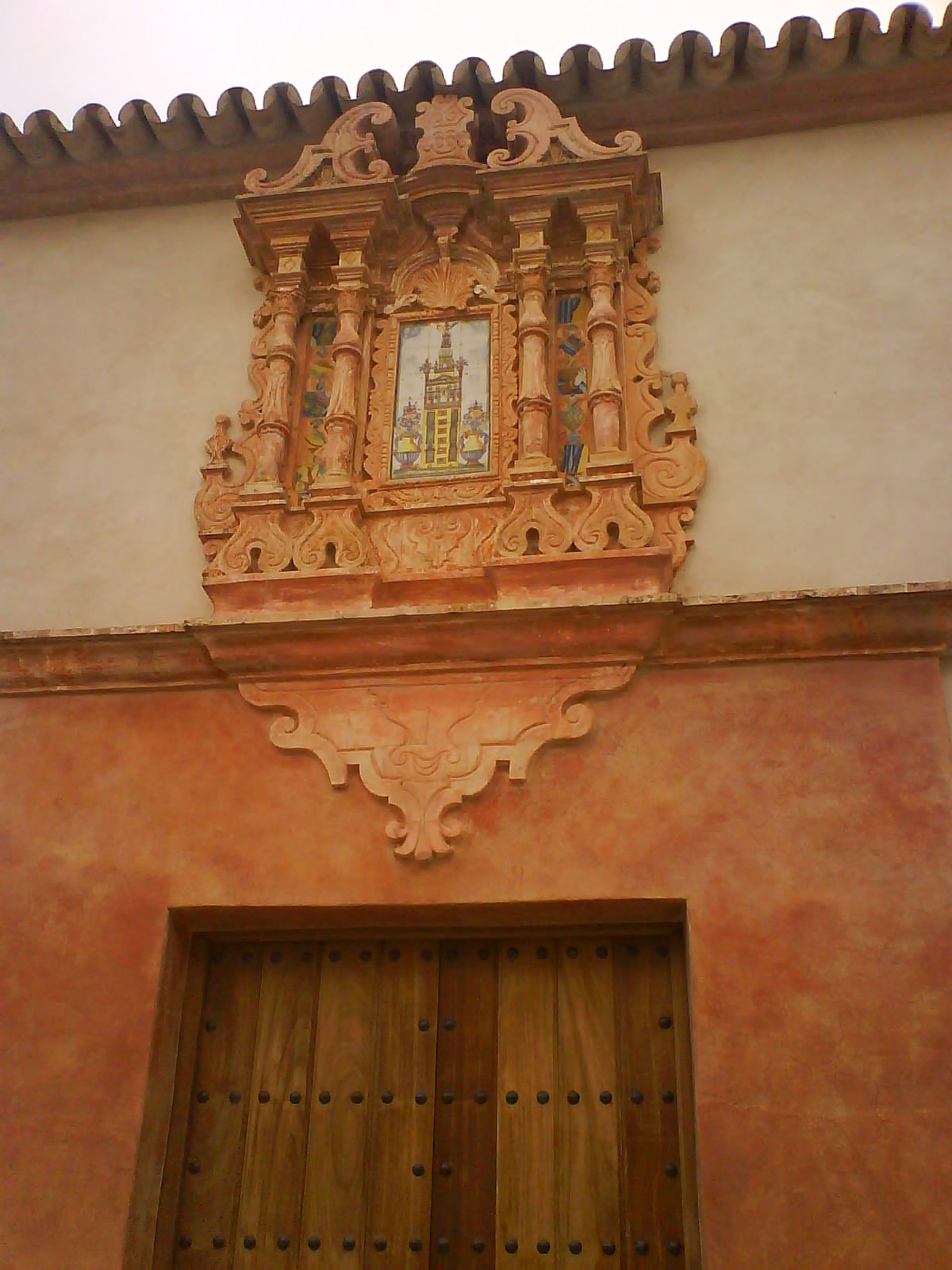
Fachada de la Cilla del Cabildo

Edificio civil en el que destaca su portada (véase las fotografías de La Galería). La Cilla del Cabildo era el almacén donde se guardaba el diezmo eclesiástico en tres naves asignadas a cada una de las parroquias locales y una cuarta nave para el cabildo catedralicio.

### C.P. San Eustaquio
En la segunda década del siglo XX, el arquitecto sevillano Aníbal González ideó un edificio destinado a escuela pública en el paseo de La Corredera.

### Ayuntamiento
La escalinata principal del edificio consistorial está presidida por una gran pintura del siglo XVII llamada La Concepción, del pintor sevillano Francisco Meneses Osorio.

## Geografía humana

### Demografía
Cuenta con una población de 14 375 habitantes (INE 2024).
| Gráfica de evolución demográfica de Sanlúcar la Mayor entre 1842 y 2021                                               |
| |
| Población de derecho según los censos de población del INE. Población de hecho según los censos de población del INE. |

### Evolución histórica

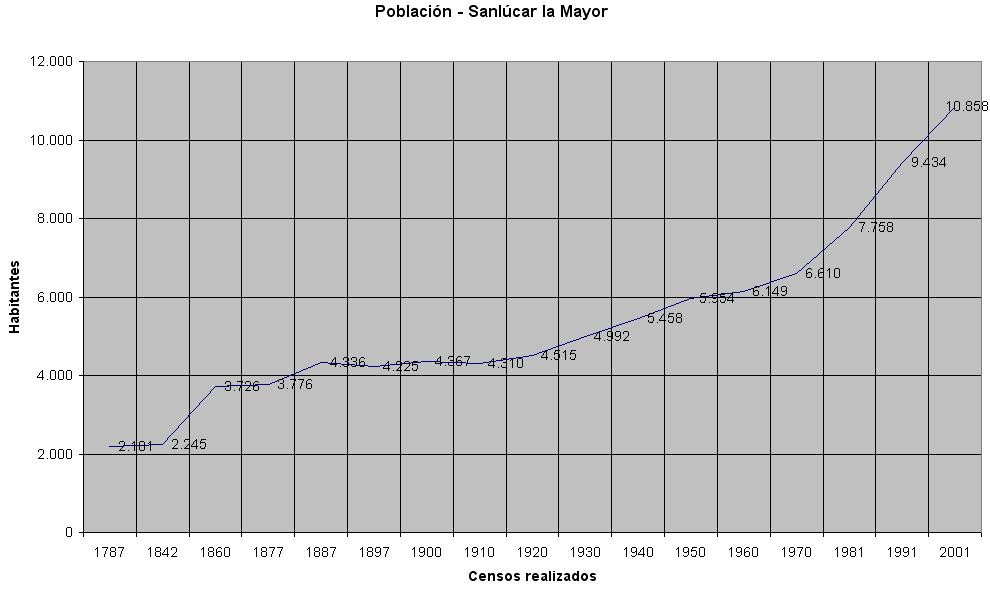
Evolución de la población entre los siglos y.

| Evolución demográfica de Sanlúcar la Mayor | Evolución demográfica de Sanlúcar la Mayor | Evolución demográfica de Sanlúcar la Mayor | Evolución demográfica de Sanlúcar la Mayor | Evolución demográfica de Sanlúcar la Mayor | Evolución demográfica de Sanlúcar la Mayor | Evolución demográfica de Sanlúcar la Mayor | Evolución demográfica de Sanlúcar la Mayor | Evolución demográfica de Sanlúcar la Mayor | Evolución demográfica de Sanlúcar la Mayor | Evolución demográfica de Sanlúcar la Mayor | Evolución demográfica de Sanlúcar la Mayor | Evolución demográfica de Sanlúcar la Mayor | Evolución demográfica de Sanlúcar la Mayor | Evolución demográfica de Sanlúcar la Mayor | Evolución demográfica de Sanlúcar la Mayor | Evolución demográfica de Sanlúcar la Mayor | Evolución demográfica de Sanlúcar la Mayor | Evolución demográfica de Sanlúcar la Mayor | Evolución demográfica de Sanlúcar la Mayor |
| 1675                                       | 1787                                       | 1842                                       | 1860                                       | 1877                                       | 1887                                       | 1897                                       | 1900                                       | 1910                                       | 1920                                       | 1930                                       | 1940                                       | 1950                                       | 1960                                       | 1970                                       | 1981                                       | 1991                                       | 2001                                       | 2011                                       | 2021                                       |
| ------------------------------------------ | ------------------------------------------ | ------------------------------------------ | ------------------------------------------ | ------------------------------------------ | ------------------------------------------ | ------------------------------------------ | ------------------------------------------ | ------------------------------------------ | ------------------------------------------ | ------------------------------------------ | ------------------------------------------ | ------------------------------------------ | ------------------------------------------ | ------------------------------------------ | ------------------------------------------ | ------------------------------------------ | ------------------------------------------ | ------------------------------------------ | ------------------------------------------ |
| 800                                        | 2.181                                      | 2.245                                      | 3.726                                      | 3.776                                      | 4.336                                      | 4.225                                      | 4.367                                      | 4.310                                      | 4.515                                      | 4.992                                      | 5.458                                      | 5.954                                      | 6.149                                      | 6.610                                      | 7.758                                      | 9.434                                      | 10.858                                     | 13.207                                     | 14.027                                     |

### Datos actuales
- En 2021 había censados 14.027 habitantes, de los cuales 6904 eran hombres y 7123 mujeres (según datos oficiales del Instituto Nacional de Estadística).
- Densidad de población: 104 hab./km².

### Economía
El pueblo, situado en la segunda corona metropolitana de Sevilla, tiene un gran crecimiento en varios aspectos: demográfico, n.º de viviendas en construcción o proyectadas, industrial y de comercios.
En 2007 comenzó la construcción del parque de bomberos de la comarca y se ha inaugurado de la 1.ª fase de la central de energía solar más grande de Europa, que se ha construido en la vega del río Guadiamar. Véase PS10 o Central térmica solar de Sanlúcar la Mayor

#### Evolución de la deuda viva municipal
El concepto de deuda viva contempla sólo las deudas con cajas y bancos relativas a créditos financieros, valores de renta fija y préstamos o créditos transferidos a terceros, excluyéndose, por tanto, la deuda comercial.
| Gráfica de evolución de la deuda viva del Ayuntamiento de Sanlúcar la Mayor entre 2008 y 2023                |
| |
| Deuda viva del Ayuntamiento de Sanlúcar la Mayor, en miles de euros, según datos del Ministerio de Hacienda. |

### Transportes
- Autobús: Por Sanlúcar la Mayor pasan tres líneas de autobuses interurbanos (M-166, M-165 y M-102) que conectan el municipio con el resto del Aljarafe y con la ciudad de Sevilla.
- Tren: En el municipio se encuentra la estación de Cercanías, perteneciente a la línea C-5 del núcleo de Cercanías Sevilla. La estación de Sanlúcar la Mayor, ubicada en el casco urbano, es única estación de la línea en serlo.

## Fiestas
- Corpus: jueves día del Corpus Christi. Festivo local. Función y procesión con la custodia por la tarde.
- Fiesta de San Pedro: todos los 29 de junio. Se celebra una verbena en la plaza de San Pedro, junto a las murallas almohades y la iglesia mudéjar del mismo nombre. De la capilla de la Hermandad del Santo Entierro , en la plaza, sale un pequeño paso con la efigie del santo. Esta fiesta se celebra desde la toma en la Edad Media de la ciudad a los musulmanes que fue rendida dicho día.
- Fiestas de la Virgen del Carmen: desde 16 de julio hasta 25 de julio (sábado más cercano al día de Santiago)
- Fiesta de San Eustaquio: festividad local por el patrón del pueblo. Cada 20 de septiembre en la plaza y junto a la iglesia del mismo nombre en pleno centro urbano. De la iglesia sale una procesión a paso con la talla del santo y los ciervos.

### Feria de Mayo
La Feria de Sanlúcar La Mayor, conocida popularmente en la comarca como la Feria del Aljarafe, desde tiempo inmemorial se ha inaugurado el jueves al mediodía, aunque  últimamente y según gobierne la localidad se viene inaugurando los miércoles por la noche. La Feria de Sanlúcar La Mayor, veinte años más antigua que la de la capital, siempre comenzaba a primeros días del mes de mayo, pero con el paso del tiempo se establecido una fecha para su celebración, dando comienzo siempre dos semanas después que la Feria de Sevilla. Esta feria, creada por Fernando VII, es de antigua tradición y fue modelo a seguir por la de Sevilla, teniendo su origen en la feria de ganado que se hacía en el primer día del mes de mayo.
La ubicación primera se situaba a la entrada del pueblo desde Sevilla, actualmente una cruz marca el lugar desde que se cambió de lugar. Ya entrado el siglo XX se puso la feria en el sitio de La Corredera, un parque urbano creado para tal fin, ampliándose varias veces hasta el tamaño actual y definitivo hasta un futurible cambio de situación.

### Semana Santa sanluqueña
Sanlúcar la Mayor cuenta con siete cofradías de penitencia que salen durante la Semana Santa:
- Hermandad de La Borriquita. Es la primera en realizar su camino el Domingo de Ramos. Es de un solo paso en el que se representa a Jesús entrando en Jerusalén.
- Hermandad de La Paz. Posee dos pasos: Jesús Cautivo y La Virgen de La Paz. Procesiona el domingo.
- Hermandad de El Huerto. Sale el Miércoles Santo. Sus dos pasos son: Jesús orando en el Huerto y La Virgen de la Encarnación.
- Hermandad de Jesús. También el Jueves Santo sale de su capilla en la Plaza de San Eustaquio con dos pasos: Jesús portando la cruz y La Virgen de la Concepción. Una antigua virgen de ésta Hermandad es Compatrona de la Ciudad junto con el Señor San Eustaquio.
- Hermandad de La Vera Cruz. Con sus tres pasos (Santísimo Cristo de la Humildad en su Flagelación, Santísimo Cristo de la Vera+Cruz y María Santísima de la Piedad) recorre el centro de la localidad el Jueves Santo.
- Hermandad del Santo Entierro de Cristo. Procesiona el Viernes Santo con tres pasos: el paso del Santísimo Cristo del Descendimiento de la Cruz, el Santo Entierro y La Virgen de Las Angustias Coronada.
- Hermandad de La Soledad. De un único paso: La Virgen de La Soledad. Sale el Sábado Santo.

## Política
| Periodo   | Nombre                                                               | Partido                                             |
| --------- | -------------------------------------------------------------------- | --------------------------------------------------- |
| 1979-1983 | José Luis Morillo                                                    | Unión de Centro Democrático (UCD)                   |
| 1983-1987 | José Luis Morillo                                                    | Grupo Independiente                                 |
| 1987-1991 | Eustaquio Castaño Salado                                             | Grupo Independiente                                 |
| 1991-1995 | Eustaquio Castaño Salado                                             | Grupo Independiente                                 |
| 1995-1999 | Eustaquio Castaño Salado                                             | Grupo Independiente                                 |
| 1999-2003 | Eustaquio Castaño Salado                                             | PP                                                  |
| 2003-2007 | Juan Escámez Luque                                                   | PSOE                                                |
| 2007-2011 | Juan Escámez Luque 2010 (fallecimiento) - Raúl Castilla Gutiérrez    | PSOE                                                |
| 2011-2015 | Juan Antonio Naranjo Rioja- Antonio Manuel Pérez Márquez (2013-2015) | Alternativa por Sanlúcar la Mayor - Partido Popular |
| 2015-2019 | Raúl Castilla Gutiérrez                                              | PSOE                                                |
| 2019-2023 | Eustaquio Castaño/ Juan Salado                                       | Grupo Independiente                                 |
| 2023-act. | Raúl Castilla Gutiérrez                                              | PSOE                                                |

En la madrugada del 3 de febrero de 2010 Juan Escámez Luque fallece de un infarto de miocardio. Todos los partidos lamentan su muerte y la Diputación provincial decreta tres días de luto oficial en el que las banderas ondearán a media asta, cerrando incluso los colegios en la localidad. El presidente de la Junta, Juan Antonio Griñán, y el expresidente y amigo personal de Juan Escámez, Manuel Chaves, visitan la capilla ardiente situada en el edificio consistorial. Lo sustituye en el cargo el 1.er teniente de alcalde: Raúl Castilla Gutiérrez.
Tras las elecciones municipales de 2011 los partidos minoritarios, PP y Alternativa por Sanlúcar, llegan a un acuerdo para arrebatarle la alcaldía al PSOE al tener entre los dos la mayoría absoluta que lo permitía. Parte del acuerdo pasaba en alternarse en el poder: los dos primeros años (2011-2013) el alcalde sería Juan Antonio Naranjo Rioja y los últimos dos años de la legislatura (2013-2015) lo sería Antonio Manuel Pérez Márquez.
Tras las elecciones municipales de 2019 fue investido alcalde Eustaquio Castaño, del Grupo Independiente Sanluqueño (GIS), lista que había sido la más votada en los comicios. En 2021 la alcaldía pasó a manos de Juan Salado, perteneciente a la misma formación política que el anterior, al presentar su renuncia el alcalde saliente.

### Elecciones municipales 2007
Las candidaturas presentadas para las elecciones municipales de 2007 son:
- PSOE: Juan Escámez Luque
- PP: Eustaquio Castaño Salado
- Alternativa por Sanlúcar: Juan Antonio Naranjo Rioja
- PSA: Carlos Angulo

### Resultados electorales 2007
Resultado elecciones municipales en Sanlúcar la Mayor en 2007:
| Partido                                                                                        | Votos                | %                              | Concejales |
| ---------------------------------------------------------------------------------------------- | -------------------- | ------------------------------ | ---------- |
| Partido Socialista Obrero Español Partido Popular Alternativa por Sanlúcar Partido Andalucista | 3.211 1.886 1.452 33 | 48,21 % 28,31 % 21,80 % 0,50 % | 8 5 4 0    |

### Elecciones municipales 2011
Las candidaturas presentadas para las elecciones municipales de 2011 son:
- PSOE: Raúl Castilla Gutiérrez
- PP: Antonio Manuel Pérez
- Alternativa por Sanlúcar: Juan Antonio Naranjo Rioja

### Resultados electorales 2011
Resultado elecciones municipales en Sanlúcar la Mayor en 2011:
| Partido                                                                    | Votos             | %                       | Concejales |
| -------------------------------------------------------------------------- | ----------------- | ----------------------- | ---------- |
| Partido Socialista Obrero Español Partido Popular Alternativa por Sanlúcar | 3.046 1.917 1.514 | 45,98 % 28,94 % 22,86 % | 8 5 4      |

### Elecciones municipales 2015
Las candidaturas presentadas para las elecciones municipales de 2015 son:
- Partido Socialista Obrero Español: Raúl Castilla Gutiérrez
- Izquierda Unida Los Verdes - Convocatoria por Andalucía: Vicente Manuel Terenti Cordero
- Alternativa por Sanlúcar: Juan Antonio Naranjo Rioja
- Ciudadanos-Partido de la Ciudadanía: Santiado Morales González
- Grupo Independiente Sanluqueño: Eustaquio Castaño Salado
- Democracia y Libertad Popular: María Carmen Sáez García
- Partido Popular: Antonio Manuel Pérez Márquez

### Resultados electorales 2015
Resultado elecciones municipales en Sanlúcar la Mayor en 2015:
| Partido | Votos                          | %                                               | Concejales    |
| --- | ------------------------------ | ----------------------------------------------- | ------------- |
| 1 Partido Socialista Obrero Español 2 Izquierda Unida Los Verdes - Convocatoria por Andalucía 3 Alternativa por Sanlúcar 4 Ciudadanos-Partido de la Ciudadanía 5 Grupo Independiente Sanluqueño 6 Democracia y Libertad Popular 7 Partido Popular | 2348 526 1003 281 1472 146 555 | 36,64 % 8,21 % 15,65 % 4,39% 22,97% 2,28% 8,66% | 7 1 3 0 5 0 1 |

## Deporte

### Fútbol
Posee un equipo de fútbol, Atlético Sanlúcar CF, con gran tradición, habiendo jugado incluso en Tercera División. Posee uno de los estadios más modernos de la provincia, de césped artificial.

### Balonmano
El club femenino BM. Solucar ubicado en la localidad de Sanlúcar la Mayor desde hace aproximadamente treinta años. En la actualidad son varias las categorías que integran el BM.Solucar, siendo nuestro máximo representante el equipo sénior que milita en la División de Honor Plata, el cual ha disputado en varias ocasiones la fase de ascenso a la máxima categoría de" División de Honor".

### Baloncesto
La categoría cadete-masculino se ha federado este año con el fin de formar una buena cantera desde la base. Con el propósito de que al C.D.B. ``Pasarela Solúcar´´ no le falte cantera ya que en el 2007 consiguió ascender a primera andaluza.
Los resultados obtenidos hasta el momento no acompañan, pero es una cosa normal dentro del mundo del deporte ya que es el primer año que juegan en esta categoría.

## Cultura
Cine Club Solúcar. Fundado en 1977. Premio "Sanluqueño del año 2006" en el área de cultura.
Sanlúcar La Mayor cuenta con una emisora de Radio local desde el año 1984. Sus comienzos fueron de la mano de la Asociación Cultural Aljarafe que durante años luchó por la Cultura radiofónica Sanluqueña. En el año 2004, siendo alcalde Don Juan Escámez Luque, la radio pasa a manos municipales. La emisora se llamó en sus comienzos Radio Sanlúcar, más adelante Onda Sur Radio y en la actualidad Solúcar Radio, emitiendo en la 88.70 FM y a través de las páginas webs www.solucarradio.es y www.sanlucarlamayor.es. Está presente en varias redes sociales como Facebook, Instagram, YouTube, Twitter, iVoox y WhatsApp (680412737). Su influencia social está estimada en más de 11.000 seguidores, la más amplia del municipio. La promoción cultural, turística, artística e información de interés general a través de las nuevas tecnologías de la información y la comunicación es su principal cometido.
Con respecto a la música, en la década de los 90 y 2000, Sanlúcar llegó a considerarse como la Seattle del Aljarafe. Allí surgieron grandes bandas de música rock, punk, funk y otros estilos. Ejemplo de ello fueron las bandas Acracia, Keroseno, Fe de erratas, Eskizofrenia, Knock-Out, Marcelino Punk y Vino, Espurgaperros 666, Hortus Amoenus, La gota que colma, Marabunta o Entódao entre otros tantos. Con la entrada del nuevo siglo todo este movimiento musical en Sanlúcar la M. fue en descenso y emigrando a otras zonas del Aljarafe y Sevilla capital.